# 1924年パリオリンピックのアルゼンチン選手団
1924年パリオリンピックのアルゼンチン選手団（1924ねんパリオリンピックのアルゼンチンせんしゅだん）は、1924年5月4日から7月27日にかけてフランスの首都パリで開催された1924年パリオリンピックのアルゼンチン選手団、およびその競技結果。

## 概要
今大会は金メダル1個、銀メダル3個、銅メダル2個の合計6個のメダルを獲得した。

## メダル
| メダル | 選手名             | 競技 | 種目       |
| ------ | ------------------ | ---- | ---------- |
| 銀     | ルイス・ブルネット | 陸上 | 男子三段跳 |